# أش آدامز
أش آدامز (بالإنجليزية: Ash Adams)‏ هو منتج أفلام وكاتب سيناريو ومخرج وممثل أمريكي، ولد في 7 فبراير 1963 في كاليفورنيا في الولايات المتحدة.

## وصلات خارجية
- أش آدامز على موقع IMDb (الإنجليزية)
- أش آدامز على موقع ألو سيني (الفرنسية)
- أش آدامز على موقع أول موفي (الإنجليزية)
- أش آدامز على موقع قاعدة بيانات الأفلام السويدية (السويدية)
- أش آدامز على موقع قاعدة بيانات الفيلم (الإنجليزية)
- أش آدامز على موقع كينوبويسك (الروسية)